# Шампаньяк (Приморская Шаранта)
Шампанья́к (фр. Champagnac) — коммуна во Франции, находится в регионе Пуату — Шаранта. Департамент коммуны — Шаранта Приморская. Входит в состав кантона Жонзак. Округ коммуны — Жонзак.
Код INSEE коммуны — 17082.

## Население
Население коммуны на 2010 год составляло 530 человек.
| 1962 | 1968 | 1975 | 1982 | 1990 | 1999 | 2010 |
| ---- | ---- | ---- | ---- | ---- | ---- | ---- |
| 449  | 404  | 401  | 431  | 427  | 463  | 530  |